# José García Solano
José García Solano (Cartagena, 1950-La Manga del Mar Menor, 24 de julio de 2020) fue un periodista y realizador de televisión español. Presidente de la Asociación de Radio y Televisión de la Región de Murcia (1983-2019) y vicepresidente de la Federación Nacional de Asociaciones de Radio y TV de España.

## Biografía
Nacido en la localidad cartagenera de Perín, se licenció en Ciencias Económicas y completó los estudios de periodismo en la Escuela Oficial de Radio y Televisión. Comenzó su actividad profesional en el mundo periodístico, en Televisión Española, donde trabajó como realizador desde 1968 hasta 2005. Entre otras emisiones, dirigió la realización de la ceremonia de apertura de los Juegos Olímpicos de Barcelona'92, en el que el entonces príncipe Felipe, ejerció de abanderado del equipo olímpico español portando la bandera española.
Fue presidente de la Asociación de Radio y Televisión de la Región de Murcia durante treinta y seis años (1983-2019), fue reelegido en varias ocasiones. En 2019 fue sustituido por el productor audiovisual José Sánchez Cano.
Casado con Josefina Martínez Ponce. El matrimonio tuvo dos hijos: Sergio, y Leticia que trabaja como periodista de TVE en el centro territorial de Murcia.
Falleció el 24 de julio de 2020 tras sufrir un infarto mientras se bañaba en la playa de las Amoladeras de La Manga del Mar Menor.

## Premios
- Premio Ondas (1979)
- Premio Antena de Oro (1995)